# Итальянское завоевание Британского Сомали
Итальянское завоевание Британского Сомали (итал. conquista italiana della Somalia britannica) — военная кампания Второй мировой войны, проходившая в районе Африканского Рога в августе 1940 года между армиями Италии и Великобритании. Являлась частью Восточноафриканской кампании.

## Начало
Когда Италия 10 июня 1940 года вступила во Вторую мировую войну на стороне Германии, итальянские войска не были готовы к длительной войне в Северной Африке и Восточной Африке. Ввиду этого обстоятельства итальянский диктатор Бенито Муссолини приказал ограничиваться только небольшими наступательными операциями на территории вдоль границ итальянских владений с принадлежащими англичанами Египтом, Суданом и Кенией.
Позже, в конце июня, Амадей Савойский, герцог Аостский, генерал-губернатор и вице-король Итальянской Восточной Африки, убедил итальянское Верховное Главнокомандование (Commando Supremo) начать подготовку к завоеванию Британского Сомали. Король Италии Виктор-Эммануил III и Муссолини в итоге согласились с Амадеем, и начало наступления было запланировано на начало августа 1940 года.

## Силы сторон на момент начала итальянского наступления
Итальянские войска, готовящиеся к наступлению на Британское Сомали, в августе 1940 года находились под командованием Гульельмо Наси, командующего войсками Восточного Сектора. Эти силы включали в себя двадцать три колониальных батальона объединённых в пять бригад, три батальона чернорубашечников и три отряда (называемых итальянцами bande) местных жителей-африканцев. Итальянская армия также имела бронетехнику (лёгкие танки L3/35 и средние M11/39), артиллерию, а главное — довольно значительную поддержку авиации. Всего войска Италии в регионе к моменту начала кампании насчитывали порядка 24000 человек.
На момент вступления Италии в войну — то есть в июне 1940 года — британские войска в Сомали находились под командованием подполковника Артура Реджиналда Чейтера, командира Сомалилендского верблюжьего корпуса. К началу августа повышенный до бригадного генерала Чейтер командовал контингентом из приблизительно 4000 солдат, в состав которых входили собственно Сомалийский корпус верблюжьей кавалерии, 2-й батальон Королевских Африканских стрелков из Ньясаленда, 1-й батальон северородезийского полка, 3-й батальон 15-го Пенджабского полка и 1-я восточноафриканская батарея лёгкой артиллерии, имевшая на вооружении четыре 3,7-дюймовые (94-мм) гаубицы. 7 августа в Британское Сомали прибыло подкрепление из Адена — 1-й батальон 2-го Пенджабского полка, а 8 августа — 2-й батальон полка Чёрной стражи (шотландских горцев). Войскам Чейтера не только катастрофически не хватало артиллерии — на вооружении у них вообще не было танков и бронеавтомобилей, равно как не было и противотанковых ружей, чтобы иметь возможность противостоять итальянским лёгким и средним танкам.

## Начало итальянского наступления
В ночь на 3 августа 1940 года итальянская армия перешла границу между Итальянской Восточной Африкой (называемой итальянцами Africa Orientale Italiana, AOI) и Британским Сомалилендом.
Из-за скал (высота которых — более 4500 футов (1400 м)), которые идут параллельно побережью около 50 миль (80 км) вглубь, существует только три прохода к Бербере, столице Британского Сомали и единственному крупному порту, которые позволяют прохождение там колёсной и гусеничной техники. Самая прямая и широкая дорога ведёт к городу Харгейса.
Как следствие, итальянцы двинулись тремя колоннами по этим трём дорогам. Западная колонна двинулась к небольшому порту Зейла недалеко от границы с Французским Сомали, центральная — к Харгейсе и Ададлеку, восточная — к Одвейне и Буръо.
План итальянцев был следующим. Западная колонна должна была блокировать Французское Сомали, а затем послать небольшую часть своих сил на помощь восточной колонне. Центральная колонна должна была занять Харгейсу, после чего развивать основное наступление на Берберу через перевал Мирго. Восточная колонна должна двигаться к Одвейне, прикрывая фланги центральной колонны и будучи готовой в случае необходимости соединиться с ней.
5 августа 1940 года порт Зейла был занят западной колонной итальянских войск под командованием генерал-лейтенанта Бертольди. Любая возможная помощь англичанам от Французского Сомали теперь была исключена. Как и планировалось, небольшие силы отделились от западной колонны и начали продвижение на юго-восток вдоль побережья, заняв деревню Бульхар.
Итальянская центральная колонна под командованием генерал-лейтенанта Карло де Симоне столкнулась с большими трудностями из-за гористой местности, через которую она продвигалась. У Харгейсы колонна была на время остановлена силами корпуса верблюжьей кавалерии и северородезийского полка, однако у де Симоне имелось несколько лёгких танков, которые и решили исход сражения: 5 августа англичане вынуждены были отступить. Де Симоне потребовалось два дня, чтобы закрепиться в занятой Харгейсе, после чего возобновил наступление через перевал Каррим в сторону Туг-Аргана, русла высохшей реки в холмах Асса.
Восточная колонна под командованием генерал-лейтенанта Бертольо, включавшая в основном нерегулярные войска из африканцев, достигла Одвейне 6 августа, а затем направилась к деревне Ададле около Туг-Аргана.
Чейтер к этому времени усилил свой корпус верблюжьей кавалерии отрядами так называемых «иллалос» — небольшими отрядами из местных африканских племён, в мирное время выполнявших полицейские функции, — и, периодически тревожа итальянцев короткими стычками, приказал основным силам англичан отходить к Туг-Аграну.

## Битва при Туг-Аргане
К 10 августа 1940 года итальянские войска под командованием де Симоне окружили британские позиции у Туг-Аргана и начали готовиться к решающей атаке.
Как уже было сказано выше, 7—8 августа 1940 года в Британское Сомали прибыло подкрепление: 1/2-й пенджабский полк и 2-й батальон шотландских горцев Чёрной стражи. Генерал Арчибальд Уэйвелл, командующий войсками округа Ближневосточного командования в Каире, также отдал приказ об отправке в Берберу дополнительных батальонов и артиллерии, но эти подкрепления не прибыли вовремя. Он также счёл возможным назначить командующим этого всё расширяющегося по своему масштабу фронта генерал-майора — и 11 августа новый командующий, генерал-майор А. Годвин-Остин, прибыл в Берберу.
Оборонительные позиции британской армии находились на шести холмах около единственной дороги, ведущей на Берберу. 11 августа одна из бригад де Симоне атаковала холм, обороняемый 3-м батальоном 2-го пенджабского полка, и захватила его, пусть и понеся тяжёлые потери. Англичане предприняли две неудачные контратаки в попытке вернуть этот холм, однако сумели отбить нападения итальянцев на два других холма. На следующий день позиции англичан вновь были атакованы. К вечеру холм Милл был взят итальянцами, разбившими северородезийский полк, после тяжёлых боёв. Причём англичане потеряли две из четырёх гаубиц восточноафриканской батареи, и итальянские войска утвердились в холмах Асса, закрепившись на южной стороне ущелья, через которое пролегала дорога на Берберу.
На 13—14 августа никакие другие позиции не были заняты, несмотря на тяжёлые бои, но итальянцы продолжали укреплять свои позиции путём инфильтрации. К 14 августа ситуация защитников Берберы стала приближаться к критической: итальянцы практически перерезали дорогу на Берберу, лишая тем самым англичан единственной линии снабжения и возможного отступления. 14 августа А. Годвин-Остин сообщил Ближневосточному командованию, что, по его мнению, дальнейшее сопротивление у Туг-Аргана бессмысленно и, вероятно, приведёт к потере всех английских войск, тогда как отступление позволит спастись 70 % личного состава армии. 15 августа он получил приказ отвести свои войска из Британского Сомали.
К вечеру 15 августа итальянцы заняли холм Наблюдательный, и после наступления темноты защитники Туг-Аргана начали отступление. Шотландские горцы вместе с элементами 2-го батальона Королевских Африканских стрелков и 1/2-го пенджабского полка сформировали арьергард у Баркасана на дороге к Бербере — около 10 миль (16 км) за Туг-Арганом.

## Эвакуация англичан из Берберы
В то время как английские войска начали отступление к Бербере, корабли Королевского флота выстроились у пристани города, чтобы начать эвакуацию гражданских и административных чиновников. 16 августа началась погрузка на ожидающие корабли прибывающих войск.
17 августа итальянская западная колонна дошла до Булькара, в 40 милях (64 км) к западу от Берберы, а центральная и южная соединились у деревни Фарук в 30 км к югу от Берберы. Английский корабль HMS Ceres, патрулировавший побережье, атаковал колонну и задержал её продвижение. Силы де Симоне, наступавшие от Туг-Аргана, были очень осторожны и не нападали на арьергард Баркасана до позднего утра 17 августа, когда были приведены в действие из-за решительной и отчаянной штыковой контратаки шотландских горцев. После наступления темноты британский арьергард отступил к Бербере. Весь контингент войск Великобритании и Британского Содружества отошёл к Бербере с минимальными потерями, и погрузка людей на корабли была завершена к вечеру 18 августа, хотя HMAS Hobart с персоналом Генерального Штаба на борту остался в Бербере, чтобы принять на борт отставших и продолжить уничтожение транспортных средств и топлива; он оставался в Бербере до утра 19 августа перед отплытием в Аден, на Аравийский полуостров. В общей сложности было эвакуировано 7000 человек, включая гражданских лиц. Местным сомалийцам из корпуса верблюжьей кавалерии был дан выбор: либо эвакуация, либо роспуск. Большинство решили остаться, причём всем им было сохранено оружие.
Англичанам не пришлось активно использовать какие-либо средства защиты во время эвакуации. Возможно, причина этого в том, что герцог Амадей приказал генералу Наси позволить англичанам спокойно эвакуироваться. Он сделал это в надежде на возможное мирное соглашение между Италией Великобританией в будущем, которое планировалось заключить через посредничество Ватикана.
19 августа итальянцы вступили в Берберу, а затем стали продвигаться на юг вдоль побережья, чтобы завершить завоевание Британского Сомали. Британская колония была присоединена к Итальянской колониальной империи как часть Итальянской Восточной Африки.

## Потери в кампании
По мнению итальянских историков, во время кампании по завоеванию Британского Сомали англичане потеряли 250 человек, а итальянцы — 205. Однако по мнению британских историков, потери англичан составили 158—260 человек, тогда как итальянские — 2052.
Неофициально де Симоне подсчитал, что около тысячи сомалийцев из иррегулярных войск, сражавшихся на стороне Великобритании, были убиты: это были местные bande под минимальным контролем британских офицеров (примерно как корпус верблюжьей кавалерии Чейтера). Генерал-лейтенант Луиджи Фрусци, командующий войсками Северного Сектора Итальянской Восточной Африки, также упоминал в своих трудах тысячи жертв среди сомалийцев с обеих сторон и считал, что bande, воевавшие на стороне итальянцев, потеряли порядка двух тысяч человек (один из влиятельных вождей местных племён по имени Афчар приветствовал итальянцев после их вступления в Зейлу и предлагал помощь итальянцем своими людьми в войне против англичан).
Многие сомалийские иррегулярные силы, воевавшие против англичан, были потомками воинов-дервишей Саида Мохаммеда Абдилле Хасана (называемого сомалийцами Саидом Мохаммедом Хасаном, а англичанами — Бешеным Муллой), видного деятеля сомалийского сопротивления против англичан, оккупировавших Сомали в конце XIX — начале XX века. В начале 1920 года англичане начали массированное наступление на территории, охваченные восстанием дервишей, используя крупные наземные силы, флот и авиацию, и нанесли им решительное поражение. Форты Саида Мохаммеда были разрушены, а его армия понесла большие потери; сам Саид и остатки его войск бежали в Огаден. Здесь он попытался восстановить свою армию и создать коалицию огаденских кланов, силы которых помогли бы ему восстановить свою власть в Сомалиленде. Саид, однако, умер в 1921 году, и англичане утвердились в Сомалиленде, пусть и будучи вынужденными время от времени подавлять локальные восстания местных племён. С другой стороны, было много иррегулярных бойцов (эфиопов и сомалийцев), которые вели партизанскую борьбу в Огадене (и даже в пустынных района восточного Сомали) против итальянцев после завоевания последними большей части Эфиопии в 1936 году.

## Последствия
Порт Бербера использовался итальянцами подводными лодками Флотилии Красного Моря в качестве небольшой базы в последние месяцы 1940 года.
Премьер-министр Великобритании сэр Уинстон Черчилль критиковал Уэйвелла за потерю Британского Сомали, поскольку считал именно Ближневосточное командование под его руководством ответственным за потерю колонии. Поскольку потери в кампании были небольшими, Черчилль полагал, что колония была оставлена без достаточной борьбы со стороны войск, и даже предлагал создать следственную комиссию по этому вопросу. В ответ на эту критику Уэйвелл отвечал, что Сомали было классическим примером невозможности сопротивления ввиду огромного численного превосходства противника. Он ответил Черчиллю, что «методы кровавого мясника не являются признаком хорошего тактика». По словам сотрудников Черчилля, этот ответ Уэйвелла привёл Черчилля в неописуемую ярость, большую, чем они когда-либо видели, и, вероятно, стали причиной начала серьёзного конфликта между ними, что в итоге привело к отставке Уэйвелла.
Британское Сомали оставался частью Итальянской Восточной Африки в течение нескольких месяцев. В марте 1941 года 1/2-й пенджабский полк и 3/15-й пенджабский полк высадились на его побережье из Адена и повторно заняли его территорию в ходе Восточно-Африканской кампании.
Одним из важных последствий кампании, как писал журнал Time, была «большая потеря престижа англичан, особенно среди арабов».

## Итоги
Завоевание Британского Сомали стало единственной победой Италии над Союзниками во Второй мировой войне, которая была достигнута без поддержки немецких войск.
Кампания в Сомалиленде напоминала большинство других кампаний стран Оси: изначально начавшись с победы, после определённого периода времени (как было в ходе кампаний на Балканах, Филиппинах или против СССР) они заканчивались полным поражением. Но в случае с итальянским завоеванием Британского Сомали поражение итальянцев, которое наступило в июне 1941 года, привело к почти двухлетней партизанской войне итальянцев против англичан.
В числе других итогов можно выделить следующие:
- Вторжение в Британское Сомали доказало, что итальянские войска способны координировать действия войсковых колонн, разделённых километрами пустыни.
- Британские войска показали хорошую дисциплину во время отступления и способность сохранить при этом большую часть личного состава.
- Вторжение в Британское Сомали стало первой кампанией, в которой итальянцы победили во Второй мировой войне.
- Британское Сомали стал первой колонией Союзников, захваченной странами Оси в ходе войны.
- В первые месяцы после победы Муссолини насмешливо говорил, что итальянские войска завоевали в Восточной Африке территории (Британское Сомали, области вокруг форпостов Карора, Галлабат, Курнак и Кассала в Судане и область в Кении около городов Мояле и Буна), равные по размеру территории самой Великобритании.
- Кампания в Британском Сомалиленде в августе 1940 года была единственной, в которой британская армия не смогла получить полноценной поддержки с воздуха от Королевских ВВС, показывая важность вклада военно-воздушных сил в победу Союзников.

- Abdisalam, Mohamed Issa-Salwe (1996). The Collapse of the Somali State: The Impact of the Colonial Legacy. London: Haan Associates Publishers.
- Antonicelli, Franco (1961). Trent’anni di storia italiana 1915—1945 (in Italian). Torino: Mondadori ed.
- Del Boca, Angelo (1986). Italiani in Africa Orientale: La caduta dell’Impero (in Italian). Roma-Bari: Laterza. ISBN 88-420-2810-X
- Ferrara, Orazio. La battaglia di Tug Argan Pass (La conquista del Somaliland britannico). in Eserciti nella Storia, Anno VI, n° 32, 2005.
- Mackenzie, Compton. Eastern Epic (неопр.). — London: Chatto & Windus[англ.], 1951.
- Maravigna, General Pietro (1949). Come abbiamo perduto la guerra in Africa. Le nostre prime colonie in Africa. Il conflitto mondiale e le operazioni in Africa Orientale e in Libia. Testimonianze e ricordi (in Italian). Roma: Tipografia L’Airone.
- Mockler, Anthony (1984). Haile Selassie’s War: The Italian-Ethiopian Campaign, 1935—1941. New York: Random House. ISBN 0-394-54222-3
- Playfair, Major-General I.S.O.[англ.]; with Stitt Royal Navy, Commander G.M.S.; Molony, Brigadier C.J.C.; Toomer, Air Vice-Marshal S.E. The Mediterranean and Middle East, Volume I The Early Successes Against Italy (to May 1941) (англ.) / Butler, J.R.M[англ.]. — Naval & Military Press, 2004. — (History of the Second World War, United Kingdom Military Series). — ISBN 1-84574-065-3.
- Rovighi, Alberto (1952). Le Operazioni in Africa Orientale (in Italian). Roma: Stato Maggiore Esercito,Ufficio storico.
- UK Ministry of Information. Tha Abyssinian campaigns; the official story of the conquest of Italian East Africa (англ.). — London: HMSO, 1942.
- Wavell, Archibald, Operations in the Somaliland Protectorate, 1939—1940 (Appendix A — G. M. R. Reid and A.R. Godwin-Austen) published in №37594, с. 2719—2727 (англ.) // London Gazette : newspaper. — London. — No. 37594. — P. 2719—2727. — ISSN 0374-3721.